# Crassula cymosa
Crassula cymosa är en fetbladsväxtart som beskrevs av Berg.. Crassula cymosa ingår i släktet krassulor, och familjen fetbladsväxter. Inga underarter finns listade i Catalogue of Life.